# (18294) Rudenko
(18294) Rudenko es un asteroide perteneciente al cinturón de asteroides, descubierto el 27 de septiembre de 1978 por la astrónoma soviética Liudmila Chernyj desde el Observatorio Astrofísico de Crimea (República de Crimea).

## Designación y nombre
Designado provisionalmente como 1978 SF5. Fue nombrado Rudenko en honor al académico soviético Anatoli Afanásievich Rudenko.